# 条目
條目是被分条列写的项目。在百科全書中，条目是所含內容的基礎分割單位，在词典中則称为词条。有一個單一的主題，用於闡述一件事物、一個人物、或他們具備特定主題的組合，並且對該條目所描述之事物作出一個客觀的介定。
条目的标题又稱为条头，通常为名词或名词性词组。

## 大小条目主义
在百科全书编纂中，一直有大小条目主义之分。小条目主义以《布罗克豪斯社交词典》为代表，突出了百科全书的工具书性质，方便查阅；但是与大条目主义的百科全书相比，则往往丧失了知识的系统性:53-54。

## 条目的组成与常用原则
百科全书的条目包括标题、正文内容和图表等。在百科全书的编纂中，条目的命名非常重要。好的命名应该便于检索，有学者认为条目应该都是独立的主题，应以方便读者的检索为准则。另外，条目的主题应该是客观形成的，而不是人为拟定的。例如海湾战争是客观存在的事实，而“狗的神话”则是人为拟定的主题。
条目的命名应该清晰明确，不能含糊不清。例如「新型武器」，很难界定“新型”的划分。
百科全书条目的选择有一些共通性的原则：
1. 独立主体原则：主体应该是相对独立的，就像我们去一个公司办事，我们先想到的是公司的名称、地址，而不是其中的某个部门。
2. 客观形成原则：这个主题应该是人们在了解，改造世界的过程中客观形成，为人所熟知，而不是人为拟定的。如“创世神话”是一个客观存在的神话题材类型，但是“狗的神话”就是一个人为概括的主题。因此缺少公认的规范性和确定性。
3. 单一主题原则：如“时间和空间”是两个主题，应该分设。
4. 准确性原则：条目的名称应该准确的表明条目的主题。
5. 通用性原则：应该使用规范的或约定俗成的名称。
6. 名词性原则：条目名称应该是名词性的，静止的。如“解放海南岛”应该改成“海南岛战役”
7. 简要性原则：如使用“唐诗”，而不用唐代诗文。
8. 非研究原则：百科全书不是研究论文。
9. 非应用原则：百科全书不是为了指导具体的应用。

此外，条目之间还具有组群关系。例如太阳系中的各大行星条目就属于一个同类型的条目组群。条目组群还包括所谓的“母子条”、“世系条”等具有从属关系的条目:90-91。例如著名的网络百科全书维基百科就有“特色主题”的评选，來挑选出撰写非常优秀的一组相互有关联的条目。

## “参见”系统
百科全书中常常会使用“参见”（See [also]）系统，将与主题相关的知识串联起来。最早使用参见方法的意大利人班迪尼编写的《宇宙大事源》:124-125。
在《大英百科全书》中，参见用q.v.（拉丁文quod vide的缩写）或see来表示，《布罗克豪斯百科全书》用→，《迈耶百科词典》用↑，《剑桥百科全书》用>>，中文百科全书则一般用楷体字表示参见。:124-125